# Ekrany (piosenka)
Ekrany – piosenka Natalii Nykiel, która w 2015 roku została wydana na singlu, który promował dwupłytową specjalną wersję albumu Lupus Electro (2015). Utwór skomponowała Nykiel z Michałem „Fox” Królem, a tekst napisał Michał Skrok.

## Premiera
Kompozycja została premierowo zaprezentowana przez Nykiel 28 września 2015 w programie Świat się kręci, który wyemitowano na kanale TVP1. 14 listopada 2015 roku wokalistka zaprezentowała utwór w programie The Voice of Poland, wyemitowanym w TVP2.

## Na żywo
Piosenka znalazła się na liście utworów trasy koncertowej Lupus Electro Live Tour, która odbyła się w 2015 roku i Error Tour (2016).